# Sloboden Peczat
Sloboden Peczat (mac. Слободен Печат) – północnomacedoński dziennik wydawany w Skopju. Został założony w 2013 roku.
Dzienny nakład pisma wynosi 50 tys. egzemplarzy.